# 567
Cette page concerne l'année 567  du calendrier julien. Pour l'année 567 av. J.-C., voir 567 av. J.-C.
L'année 567 est une année commune qui commence un samedi.

## Événements

### Asie
- Ambassade du Sogdien Maniakh à Constantinople. Devant le refus des Perses sassanides d’accorder aux marchands Sogdiens la liberté de commerce, le khan des Türüks (Turcs) noue avec Byzance des contacts bientôt suivis d’échanges commerciaux. Le Byzantin Zemarchos se rend à son tour à la cour d’Istämi (568). Pour la première fois, Byzance peut contourner la Perse par la route des steppes et par l’intermédiaire des Turcs pour son commerce avec l’Extrême-Orient (route commerciale Samarcande-Constantinople). Les régions du Pont prennent un intérêt nouveau[1].

- Début du règne de Kirtivarman Ier, roi Châlukya de Vatapi (fin en 597). Il succède à son père Pulakeshim, étend son territoire et s’assure le contrôle de riches ports de la côte ouest[2].

### Europe
- 5 mars : mort de Caribert Ier, roi de Paris[3]. Caribert, qui a épousé successivement Ingeburge, ses servantes Méroflède et Marcowefa, puis Teutéchilde est excommunié par Germain, évêque de Paris, pour polygamie. Après sa mort ses biens sont redistribués à ses frères Chilpéric Gontran et Sigebert[4]. Teutéchilde est spoliée de ses biens par Gontran qui l’envoie au couvent[5].

- Entre mars[6] et le 20 juin[7] : Athanagild, roi des Wisigoths, meurt de mort naturelle à Tolède. Les grands restent cinq mois avant d'élire roi le gouverneur de Septimanie Liuva, qui associe au trône son frère Léovigild[8].

- 17 novembre : ouverture du second concile de Tours[9], qui donne aux évêques le droit d’excommunier les juges oppresseurs qui n’ont pas obtempéré aux réprimandes épiscopales[10].

- Chilpéric épouse à Rouen à la fin de l'année Galswinthe, sœur aîné de Brunehilde[7]. Il obtient par ce mariage le territoire Wisigoth entre la Garonne et les Pyrénées[11]. Il envoie son fils Clovis en Aquitaine afin de s'emparer des villes de Tours et de Poitiers, qui appartiennent à son frère Sigebert[12]. Clovis est chassé de Tours par le comte d'Auxerre Eunius Mummolus, homme de Gontran (568), puis de Bordeaux par Sigulfus, un homme de Sigebert (573)[13].

- Dans le bassin du Danube, le roi des Lombards Alboïn élimine les Gépides avec l’aide du khan des Avars Baïan. Les Avars s’installent sur le territoire gépide du moyen Danube (ils contrôlent la steppe de la Volga au Danube, la Pannonie et une partie de l’Autriche)[1]. Ils soumettent les Slaves et chassent les Lombards vers l’Italie.

- Alboïn capture la princesse Gépide Rosemonde, fille du roi Cunimond qu'il a fait décapité dont il a transformé le crâne en coupe à boire, et l'épouse[14].

- En Italie, Narsès est destitué par l'empereur byzantin Justin II. On lui reproche son enrichissement personnel et ses exactions fiscales. Il refuse de rentrer à Constantinople et se retire à Naples[15].

- Justin II tente une politique d'apaisement religieux, notamment envers les Jacobites, en promulguant un édit d'union (Henotikon) omettant le concile de Chalcédoine, qui est suivi de conférences qui n’aboutissent pas[16].

## Décès en 567
- 5 mars : Caribert Ier, roi de Paris (né v. 521).
- Avant le 20 juin : Athanagild, roi des Wisigoths, à Tolède.